# Yannic Thiel
Yannic Thiel (Düsseldorf, 22 oktober 1989) is een Duits voormalig voetballer die speelde als middenvelder.

## Clubcarrière
Thiel begon zijn carrière bij SC Unterbach en stapte na verloop van tijd over naar VfB 03 Hilden. In 2003 verkaste hij naar SC Planegg, voordat hij drie jaar later verhuisde maar Amerika, om te gaan studeren aan de Hastings College in Hastings. Na zijn studie daar afgerond te hebben, keerde Thiel terug naar Duitsland, waar hij zijn conditie op peil mocht houden bij de jeugd van Bayern München. In 2011 ondertekende hij een contract bij Unterhaching. Die club verliet hij al na één seizoen, toen hij bij VfL Osnabrück een tweejarige verbintenis ondertekende. Na drie seizoenen ging Thiel opnieuw spelen voor Unterhaching, waar hij tekende voor één seizoen. Na dit seizoen verkaste hij naar de reserves van FC Augsburg, waar hij zijn handtekening zette onder een verbintenis voor de duur van twee seizoenen. In 2017 zette hij een punt achter zijn carrière.